# Perlaugen-Spottdrossel
Die Perlaugen-Spottdrossel (Margarops fuscatus) ist eine Vogelart aus der Familie der Spottdrosseln (Mimidae). Die Art ist weit verbreitet auf vielen Inseln der Karibik, wo sie verschiedene, teils stark vom Menschen geprägte Lebensräume besiedelt. Die Erstbeschreibung der Perlaugen-Spottdrossel erfolgte im Jahr 1808 durch den französischen Ornithologen Louis Pierre Vieillot. Neben der Nominatform wurden mehrere weitere Unterarten beschrieben. Sie ist die einzige Art der Gattung Margarops.

## Merkmale
Ausgewachsene Perlaugen-Spottdrosseln erreichen im Durchschnitt eine Größe von circa 20 bis 30 cm, bei einem Gewicht zwischen 90 und 150 g. Damit ist sie der größte Vertreter der Familie der Spottdrosseln. Die Färbung des Gefieders der Vögel variiert je nach Unterart, zeigt jedoch generell an der Oberseite sowie den Flugfedern verschiedene Brauntöne, während Brust und Kehle überwiegend ein dunkles Weiß zeigen. Die Iris ist bei adulten Tieren auffallend perlweiß gefärbt, was in der Bezeichnung „Perlaugen“-Spottdrossel aufgegriffen wurde. Ein ausgeprägter Sexualdimorphismus ist nicht gegeben, zur Unterscheidung der Geschlechter müssen jeweils mehrere Merkmale in Kombination herangezogen werden.

## Habitat und Lebensweise
Die Perlaugen-Spottdrossel wird als territorial und „kämpferisch“ beschrieben. Insbesondere während der Brutzeit zeigen sowohl männliche als auch weibliche Tiere eine hohe Aggressivität gegenüber potenziellen Feinden, bei denen es sich auch um Vertreter der eigenen Art handeln kann. Mit geringerer Intensität wird das Gebiet um das Nest das ganze Jahr über auch außerhalb der Brutzeit bewacht. Der jeweilige Gegner wird sowohl mit dem Schnabel als auch mit den Krallen attackiert, Kämpfe werden in einigen Fällen bis hin zum Tod ausgetragen.

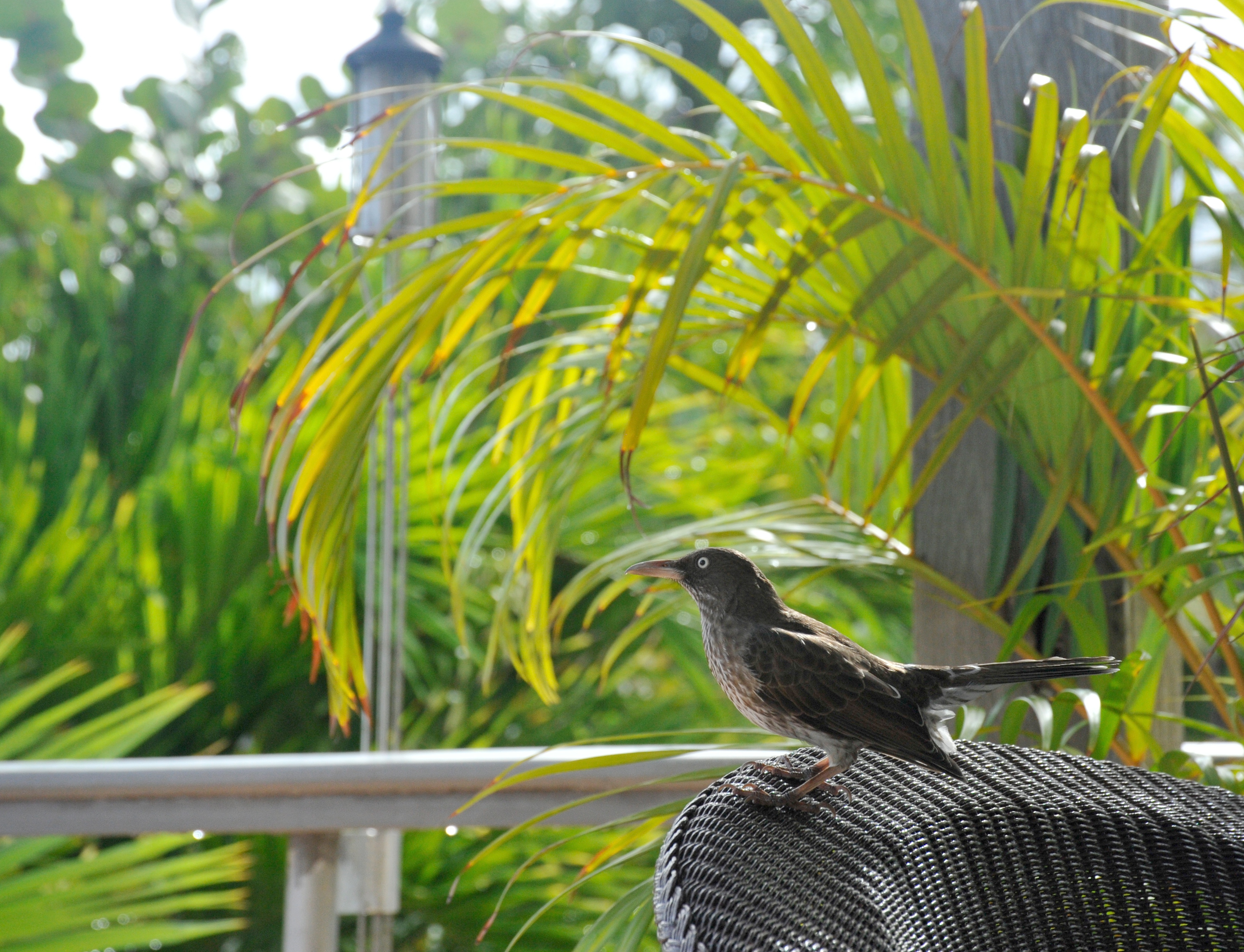
Perlaugen-Spottdrosseln besiedeln auch intensiv von Menschen genutzte Lebensräume

Bei der Wahl ihres Lebensraums ist die Perlaugen-Spottdrossel nicht wählerisch. So werden sowohl dichte Wälder als auch offenere Landschaften und Gärten besiedelt. Bezüglich ihrer Ernährung gelten die Vögel als ebenso opportunistisch, je nach verfügbarem Nahrungsangebot werden unter anderem Früchte, Insekten, Eier oder auch Nestlinge anderer Vogelarten angenommen. In von Menschen besiedelten Lebensräumen stiehlt die Perlaugen-Spottdrossel auch Essensreste oder Obst aus Gärten. Besonders auf den nördlichen Kleinen Antillen werden auch kleine Echsen der Gattung Anolis bejagt, für die die Perlaugen-Spottdrossel einen der bedeutendsten Fressfeinde darstellt.

## Fortpflanzung

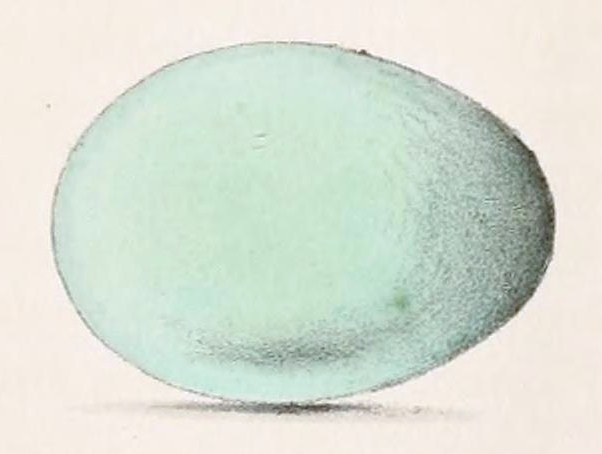
Ei der Perlaugen-Spottdrossel

Die Perlaugen-Spottdrossel bildet Paare, die in der Regel über eine ganze Brutsaison zusammen bleiben. Während der Balz führen die Männchen Balztänze auf, um die Weibchen für sich einzunehmen. Das Nest besteht aus kleinen Ästen und Zweigen und wird in der Regel mehrfach genutzt.
Die Brutzeit der Perlaugen-Spottdrossel ist ausgesprochen lang und erstreckt sich in der Regel über einen Zeitraum von circa sieben Monaten, mit dem Höhepunkt der Eiablage etwa in den Monaten April und Mai. Erfolgreiche Paare können mehrmals während derselben Saison brüten, bis zu vier Gelege gelten als nicht ungewöhnlich, wobei auch Fälle von bis zu sechs Gelegen bekannt sind, wenn frühere Brutversuche fehlschlugen. Pro Gelege werden in der Regel zwei bis vier grünlich-blau gefärbte Eier gelegt. Die durchschnittliche Länge der Eier beträgt etwa 32,4 mm, bei einer Breite von circa 22,5 mm. Das durchschnittliche Gewicht beträgt etwa 8,8 g. Studien zeigten, dass ältere Paare in der Regel früher mit der Brut beginnen als jüngere Exemplare. Infolge starker Hurrikans oder anderer erheblicher Störungen kann sich die Brutzeit teils erheblich verschieben und stellenweise über das ganze Jahr erstrecken. Im Zeitraum von 1979 bis 2000 beobachteten Forscher insgesamt 3783 Eiablagen, wobei aus 2907 dieser Eier Jungtiere schlüpften, was circa 77 % entspricht. 1547 der geschlüpften Jungtiere erreichten ein Alter, das es ihnen erlaubte das Nest zu verlassen. Als größte Bedrohungen für Eier und Jungtiere gelten andere Spottdrosseln, Eulen und Ratten.

## Verbreitung und Gefährdung

Verbreitungsgebiet der Perlaugen-Spottdrossel

Die Perlaugen-Spottdrossel besiedelt eine Reihe von Inseln in der östlichen Karibik, das Verbreitungsgebiet erstreckt sich von den Bahamas im Norden über Puerto Rico, die Turks- und Caicosinseln und die Jungferninseln bis nach St. Lucia. Darüber hinaus wird die weiter südlich vor der südamerikanischen Küste gelegene Insel Bonaire bewohnt. Ehemals vorhandene Populationen auf Jamaika, Barbados und Grenada gelten heute als erloschen. Bemerkenswert ist das Fehlen der Art auf fast allen größeren Karibikinseln, wie etwa Hispaniola oder Jamaika. Einzige Ausnahme ist Puerto Rico, wo die Perlaugen-Spottdrossel vor allem durch den Menschen veränderte Habitate mit wenigen konkurrierenden Spezies bevorzugt. Auf Grund dieser scheinbaren Bevorzugung kleinräumiger Inselhabitate gilt eine Ausbreitung der Art auf das amerikanische Festland für die Zukunft als unwahrscheinlich. Die IUCN stuft die Perlaugen-Spottdrossel mit Stand 2018 als „nicht gefährdet“ (Status least concern) ein. Die Unterart M. f. bonairensis, die nur auf Bonaire vorkommt, erlebte in letzter Zeit einen Rückgang der Populationszahlen bedingt durch Konkurrenz durch Trupiale, die aus dem nahegelegenen Curaçao eingewandert sind.

## Systematik
Die taxonomische Einordnung der Perlaugen-Spottdrossel galt anfangs als unklar und änderte sich im Laufe der Zeit mehrfach. Vieillot beschrieb die Art 1808 zunächst unter dem wissenschaftlichen Namen Turdus fuscatus und stellte sie damit zu den Echten Drosseln. In der Folgezeit schlugen verschiedene Forscher die Einordnung in diverse andere Gattungen vor (Colluricincla, Mimus, Cichlherminia, Cichlalopia), bis der britische Zoologe Philip Lutley Sclater im Jahr 1859 die Gattung Margarops beschrieb, in die er ursprünglich die Arten Margarops fuscatus und Margarops densirostris stellte. Heute wird die Gattung Margarops jedoch als monotypisch betrachtet, Margarops densirostris erhielt lediglich den Status einer Unterart.
Derzeit werden neben der Nominatform Margarops fuscatus fuscatus drei weitere Unterarten als gültig betrachtet, die sich vor allem hinsichtlich der Färbung des Gefieders und der geographischen Verbreitung unterscheiden:
- M. f. fuscatus (Vieillot, 1808); Bahamas, Turks- und Caicosinseln, Puerto Rico, Antigua und Barbuda; hellbraunes Gefieder
- M. f. densirostris (Vieillot, 1818); Montserrat, Guadeloupe, Martinique; dunkelbraunes Gefieder
- M. f. bonairensis Phelps & Phelps, Jr., 1948[8]; Bonaire; graubraunes Gefieder
- M. f. klinikowskii Garrido & Remsen, 1996; St. Lucia; rotbraunes Gefieder